# Русскій Народъ
«Русскій Народъ» — русофільська газета у Вінніпезі (Канада).
Виходила 1914—1919 року. Спочатку тижневик, 1918 — 1919 неперіодично. Друкувалася «язичієм». 
У часописі тривалий час друкувався Божик Пантелеймон зі українофобськими публікаціями. Так у статті «Акафист до св. України» (1920, № 30) він різко засудив українські національно-визвольні змагання, виступив за неподільність Російської імперії.
Редактор — В. Гладик, з 1916 року Р. Саміло.